# ホールカル家

ホールカル家
Holkar

ラージワーダー

ホールカル家（ホールカルけ、マラーティー語：होळकर घराणे, 英語：Holkar）は、中央インド（マールワー）およびラージャスターン地方を支配したマラーター同盟の諸侯（サルダール）。1818年以降は英領インドのインドール藩王国となる。首都はインドール、マヘーシュワル、バーンプラ。

## 歴史

### 成立とマールワー獲得

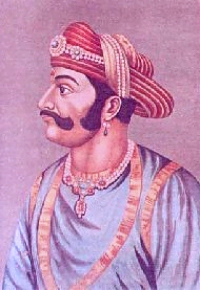
マルハール・ラーオ・ホールカル

ホールカル家の当主マルハール・ラーオ・ホールカルは、もともとマラーター王国の武将であった。1720年代、マルハール・ラーオは宰相バージー・ラーオの命により、ラーノージー・ラーオ・シンディアとともにチャウタとサルデーシュムキーを徴収するためマールワー地方への遠征を行った。
1731年、マルハール・ラーオはマールワー2州の支配を宰相から委ねられ、マラーター同盟の諸侯となった。1734年までにその支配はインドール、マヘーシュワルにまで及んだ。
その後、マルハール・ラーオはバージー・ラーオの軍勢に随行し、1738年3月にデリーの戦いでムガル帝国を破り、同年12月にはボーパールの戦いでニザーム王国をはじめとする軍勢を破った。翌1738年1月に結ばれたボーパール条約では、ニザーム王国はマールワー地方を割譲せざるを得なかった。
また、ニザーム王国からのマールワーの割譲をムガル帝国に認めさせるため、1740年から1741年にかけて、王国宰相バーラージー・バージー・ラーオは帝国の首都デリーに向けて遠征を行い、同年7 月にその割譲と支配を認めさせた。これにより、マラーター勢力のホールカル家の支配がマールワーに確立するところとなった。
1747年、マルハール・ラーオはインドールに宮殿ラージワーダーの建設を始めた。

### アフガン勢力と第三次パーニーパトの戦い
その後、マルハール・ラーオ・ホールカルはインドールを中心に勢力を広げ、1754年にはシンディア家とともに皇帝アフマド・シャーの廃位とアーラムギール2世の擁立に関与するなど、帝位継承を左右するほどとなった。だが、アフガン勢力ドゥッラーニー朝が頻繁に侵入してくるようになり、北進するマラーター勢力と南下するアフガン勢力の衝突は避けることが出来なかった。
1757年1月、アフガン王アフマド・シャー・ドゥッラーニーは帝国の首都デリーを占領し、2月にデリーで虐殺・略奪を行い、その近郊マトゥラーやヴリンダーヴァンでも同様に虐殺を行った。
これに対し、王国宰相バーラージー・バージー・ラーオは弟ラグナート・ラーオをデリーへと派遣し、マルハール・ラーオ・ホールカルもこれに随行した。同年8月にデリーの戦いでアフガン勢力を破ったのち、パンジャーブ地方への遠征に赴き、翌年5月の遠征終了までマラーター軍の一角として活動した。
1759年末、アフマド・シャー・ドゥッラーニーがラホールを奪うと、1760年3月にマラーター王国はヴィシュヴァース・ラーオやサダーシヴ・ラーオを指揮官にデリーへ軍勢を派遣、マルハール・ラーオもこれに合流し、8月にデリーを占拠した。その後、11月にパーニーパットにおいて両軍は対峙した。
しかし、第三次パーニーパットの戦いで、マラーター同盟軍は大敗し、マルハール・ラーオは辛くも逃げ延びることが出来た。この大敗で同盟の結束は緩み、諸侯の独立性が強くなった。

### アヒリヤー・バーイーの治世

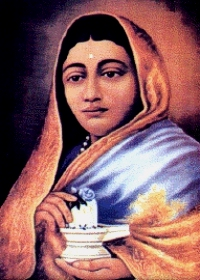
アヒリヤー・バーイー・ホールカル

1766年5月、マルハール・ラーオ・ホールカルは死亡し、孫のマーレー・ラーオ・ホールカルも翌年4月に死亡したため、その母であるアヒリヤー・バーイー・ホールカルとその夫トゥコージー・ラーオ・ホールカルの共同統治となった。
アヒリヤー・バーイーはインドールの南、ナルマダー川の河畔マヘーシュワルへと遷都した。彼女は軍司令官でもあるトゥコージー・ラーオ・ホールカルに外政を任せ、自身は内政を中心に統治した。
アヒリヤー・バーイーはヒンドゥー寺院のパトロンであり建設者でもあった。彼女はインドールとマヘーシュワルに寺院を建設したのみならず、ドワールカー、ヴァーラーナシー、ガヤー、ウッジャイン、ナーシクなどに寺院を建設した。また、11世紀にアフガニスタンのガズナ朝に破壊されたソームナートの寺院も再建したのも彼女である。
他方、18世紀末にシンディア家がマハーダージー・シンディアのもとで勢力を北インドに拡大してきたが、アヒリヤー・バーイーはマハーダージーと険悪な関係にあった。そのため、しばしば両家は紛争を起こした。
1795年8月、アヒリヤー・バーイーが死亡すると、夫のトゥコージー・ラーオが単独統治者となった。

### 内乱とシンディア家との争い

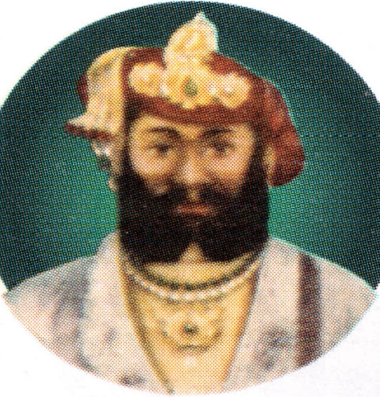
カーシー・ラーオ・ホールカル

1797年7月、トゥコージー・ラーオ・ホールカルは息子カーシー・ラーオ・ホールカルに当主位を譲ったが、翌月に彼が死亡すると息子らの間で当主位をめぐる争いが生じた。カーシー・ラーオより優秀な弟マルハール・ラーオ・ホールカルは、弟のヤシュワント・ラーオ・ホールカルとヴィトージー・ラーオ・ホールカルの支持も得、彼らもまた彼が指導者として統治するべきだと考えていた。
カーシー・ラーオはこれに対し、シンディア家のダウラト・ラーオ・シンディアの助力を取り付け、9月にシンディア家の軍勢はマルハール・ラーオを殺害した。ヤシュワント・ラーオとヴィトージー・ラーオは逃げることに成功した。
1799年12月、ヤシュワント・ラーオはマヘーシュワルに入城し、1月にカーシー・ラーオの廃位宣言した。そして、マルハール・ラーオの息子カンデー・ラーオ・ホールカルとともに自身も共同統治者となった。
ヤシュワント・ラーオ・ホールカルはシンディア家のダウラト・ラーオ・シンディアと対立状態にあったが、1800年4月に王国の財務大臣ナーナー・ファドナヴィースが死亡したのち更なる対立状態となった。
そして、1801年7月18日にウッジャインにおいて、ホールカル家の軍はシンディア家の軍を破り、大きな損害を与えた（ウッジャインの戦い）。

### 宰相府との争い

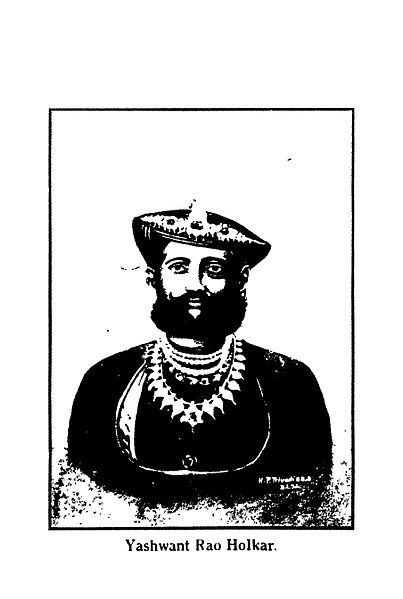
ヤシュワント・ラーオ・ホールカル

同年4月16日、宰相バージー・ラーオ2世は、捕えたヤシュワント・ラーオの弟ヴィトージー・ラーオ・ホールカルを象に踏みつぶさせて殺すという極めて残虐な方法で処刑していた。これにより、バージー・ラーオ2世はヤシュワント・ラーオの恨みを買うこととなった。
1802年5月、ヤシュワント・ラーオはプネーに向けて進撃し、10月25日にヤシュワント・ラーオはバージー・ラーオ2世とシンディア家の軍を破り（プネーの戦い）、宰相府プネーを占領した。
1803年3月13日、ヤシュワント・ラーオはカンデー・ラーオを連れて本国へと帰還した。

### 第二次マラーター戦争と講和

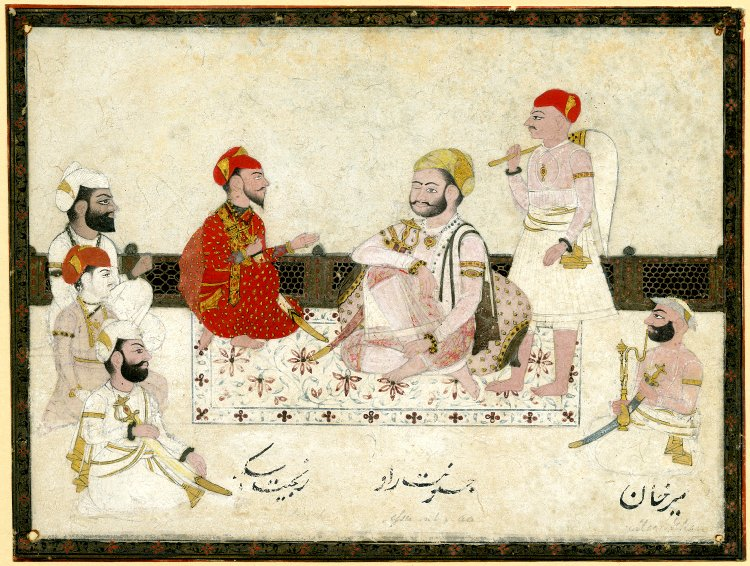
ヤシュワント・ラーオ・ホールカルとランジート・シング（1805年）

一方、プネーを追われたバージー・ラーオ2世はイギリスの拠点であるバセインに逃げ、
1802年12月31日にイギリスと軍事条約バセイン条約を結び、1803年5月3日にプネーに戻っていた。
バージー・ラーオ2世が結んだバセイン条約には、マラーター同盟の領土割譲なども約してあったため、マラーター諸侯の反感を買うこととなった。ヤシュワント・ラーオはグワーリヤルのシンディア家とナーグプルのボーンスレー家と同盟を結んだ。
こうして、8月にイギリスとマラーター諸侯との間で第二次マラーター戦争が勃発したが、ホールカル家は参戦することはなかった。12月17日、ラグージー・ボーンスレー2世はイギリスと講和条約を結んで、真っ先に戦線を離脱した。同月30日にはダウラト・ラーオ・シンディアも講和条約を結び、戦線を離脱し、ヤシュワント・ラーオ・ホールカルは孤立した。
ホールカル家はボーンスレー家とシンディア家が降伏したのち、ヤシュワント・ラーオが孤軍奮闘して互角に持ち込み、1805年12月にイギリスと講和条約ラージガート条約を締結した。この条約ではチャンバル川以北の領土、ラージャスターン地方とブンデールカンド地方の領土を放棄することを定められたが、のちにこれらの領土は条約の改定で戻された。
1807年、カンデー・ラーオは死亡し、共同統治者であったヤシュワント・ラーオが単独の当主となった。同年、ムガル帝国の皇帝アクバル2世からアリー・ジャー、バハードゥル・ムルク、ズブダトゥル・ウマラー、ファルザンド・イ・アルジュマンド、ヌスラト・ジャング、といった称号を賜った。

### 第三次マラーター戦争と藩王国化

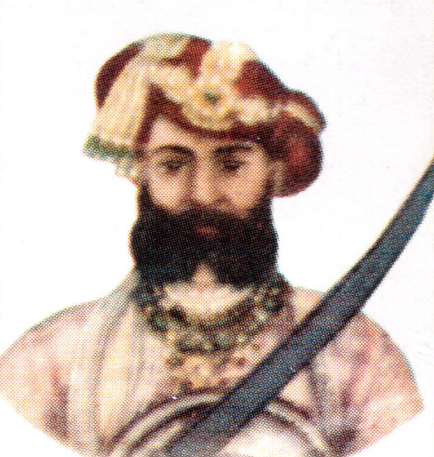
マルハール・ラーオ・ホールカル2世

1811年10月、ヤシュワント・ラーオが死亡し、幼少の息子マルハール・ラーオ・ホールカル2世が当主位を継承した。しかし、ヤシュワント・ラーオの妃トゥルシー・バーイー・ホールカルが実権を握り、ホールカル家の領土は政情不安に陥った。
幼いマルハール・ラーオにこれらを収集する能力はなかったうえ、マラーター同盟でも新たな火種が発生しつつあった。1814年に宰相バージー・ラーオ2世はガーイクワード家とアフマダーバード領有をめぐり争いを起こし、それにイギリスが関与したため、彼はマルハール・ラーオにイギリスに対し対抗しようと提案した。
そうしたなか、宰相とイギリスの関係悪化により、1817年11月に第三次マラーター戦争が勃発した。ホールカル家も12月にトゥルシー・バーイーを殺害し、イギリスとマヒドプルで交戦したが、大敗してしまった（マヒドプルの戦い）。
翌1818年1月6日、ホールカル家とイギリスとのあいだでマンドサウル条約が結ばれ、ホールカル家はイギリスに従属する藩王国となった（インドール藩王国）。ジャイプル、ジョードプル、ウダイプル、コーター、ブーンディーなどのラージプート諸王国の主権を放棄させられた。

### イギリス統治下におけるホールカル家

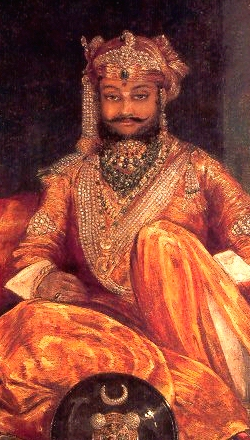
トゥコージー・ラーオ・ホールカル2世

1818年11月3日、それまでホールカル家の首都はマヘーシュワルかバーンプラだったが、正式にインドールへの遷都が決まった。
1832年、マルハール・ラーオの死後、マールターンド・ラーオ・ホールカルが継承したが、ハリ・ラーオ・ホールカルが藩王位を要求したため、マールターンド・ラーオが廃位されてしまった。だが、ハリ・ラーオは病弱でイギリスから養子をとるように勧められ、その結果カンデー・ラーオ・ホールカル2世が養子として取られた。
1844年2月、カンデー・ラーオの死後、一族のトゥコージー・ラーオ・ホールカル2世が藩王位を継承した。1857年5月にインド大反乱が勃発すると、インドール藩王国軍が反乱軍に味方するなど危機も発生したが、それでも何とか乗り切った。
1872年10月、トゥコージー・ラーオの死後、藩王位は息子のシヴァージー・ラーオ・ホールカル、孫のトゥコージー・ラーオ・ホールカル3世へと継承された。
1947年8月15日、トゥコージー・ラーオの息子ヤシュワント・ラーオ・ホールカル2世の治世、インド・パキスタン分離独立により、ホールカル家はインドへと帰属した。